# Astala tristis
Astala tristis är en fjärilsart som beskrevs av William Schaus 1901. Astala tristis ingår i släktet Astala och familjen säckspinnare. Inga underarter finns listade i Catalogue of Life.